# Oil of Every Pearl’s Un-Insides Non-Stop Remix Album
Oil of Every Pearl’s Un-Insides Non-Stop Remix Album (стилизовано в заглавных буквах) — ремикс-альбом британской певицы Sophie, выпущенный 29 июля 2019 года на платформе YouTube и на CD-диске, позже 6 сентября — на стриминговых платформах. Он является двойным альбомом, который включает в себя новые песни и ремиксы с дебютного студийного альбома Oil of Every Pearl’s Un-Insides: песни Faceshopping, Ponyboy, Not Okay, Whole New World/Pretend World, и другие. Альбом был положительно оценён критиками.

## История
Во время 61-й церемонии награждения Грэмми, Софи Зион утвердила, что она уже работает над своим ремикс-альбомом. Позже, альбом был анонсирован 17 июля 2019 года и выпущен 29 июля.

## Награды и номинации
| Награда                      | Дата вручения | Категория               | Результат |
| ---------------------------- | ------------- | ----------------------- | --------- |
| AIM Independent Music Awards | 2020          | Best Creative Packaging | Номинация |

21 августа 2019 года, агрегатор Resident Advisor выставил ремикс-альбому положительную метку «RA Recommends» (Рекомендовано RA). В 2020 году альбом был номинирован к категории «Best Creative Packaging» в AIM Independent Music Awards. Мистер Пи в Tiny Mix Tapes также указал, что в том альбоме «вы будете чувствовать 47 минут веселья».
В Discogs, слушатели оценили этот альбом вполне положительно: 4.4 звезд из 5.0.